# Ostrog (wieś)
Ostrog – wieś w Słowenii, w gminie Šentjernej. W 2018 roku liczyła 182 mieszkańców.